# Лазурит (небоскрёб, Минск)
ЖК «Лазурит» (бел. ЖК Лазурыт) — 37-этажный жилой комплекс, расположенный на проспекте Победителей в Минске. Самое высокое здание Беларуси.

## История
Строительство здания началось в 2011 году. Именно тогда была заложена капсула с посланием потомкам. Самым первым инвестором стал бизнесмен Николай Бурнос. Он планировал инвестировать в проект 120 миллионов долларов США. Однако ему не хватило финансирования. Тогда бизнесмен планировал продавать квадратный метр за 2500 долларов США. В 2013 году застройщик снизил цену до 2000 долларов США. Вопреки ожиданиям спрос на элитное жилье был недостаточным. Стройка застыла, и со временем этот факт вызвал недовольство городских властей. Здание планировалось сдать к чемпионату мира по хоккею с шайбой. Однако вопреки ожиданиям рядом с Минск-Ареной люди увидели не красивое здание, а долгострой. Сдача здания была перенесена на 2016 год.
В 2014 году проект перешел в руки СООО «Вармани». Именно в этот момент начали появляться изменения в изначальном проекте. От первоначального проекта остались лишь «остатки». Когда проект был в руках «Вармани», небоскрёб приобрёл название «Лазурит». В 2015 году на одном из совещаний Президент Республики Беларусь Александр Лукашенко поручил «вышвырнуть горе-инвесторов». В этот же день поручение было исполнено.
В 2015 году проект перешёл в руки УКСу Мингорисполкома. Предыдущая компания отказалась передавать государственному застройщику проектно-сметную документацию по объекту. В сентябре 2015 года директор КУП «УКС Мингорисполкома» Дмитрий Микуленок сообщил прибыль с продаж квартир направят на строительство Дворца художественной гимнастики. В 2016 году архитектура здания видоизменилась. От первоначального проекта не осталось и следа. На тот момент метр стоил 1830 долларов США. Сдача здания была перенесена на 15 апреля 2018 года. Однако сдача здания в очередной раз была перенесена на декабря 2021 года. Соответствующий указ подписал президент государства.
26 октября 2020 года в офисной части здания был пожар.

## Общая информация

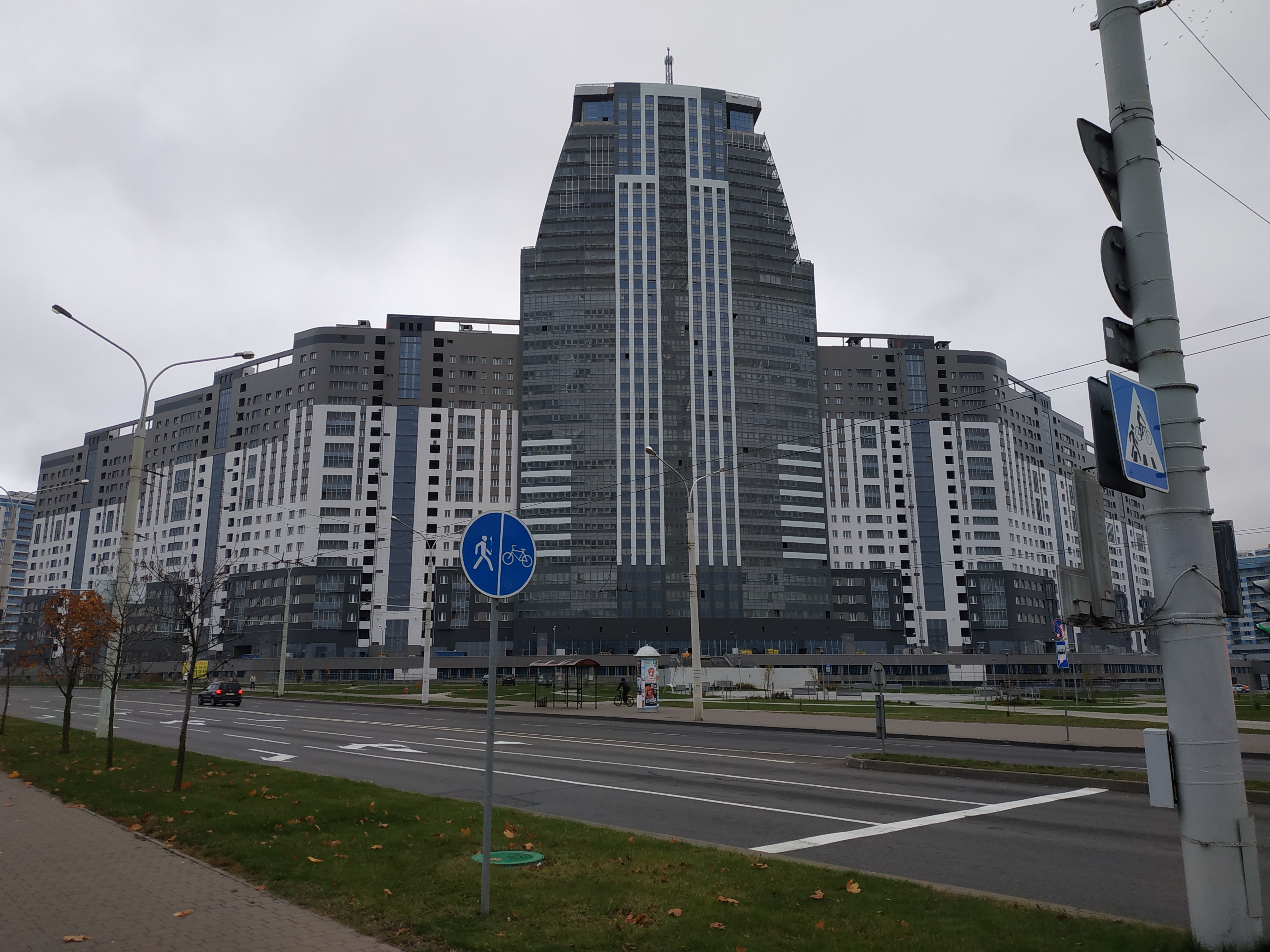
ЖК «Лазурит» в октябре 2020 года

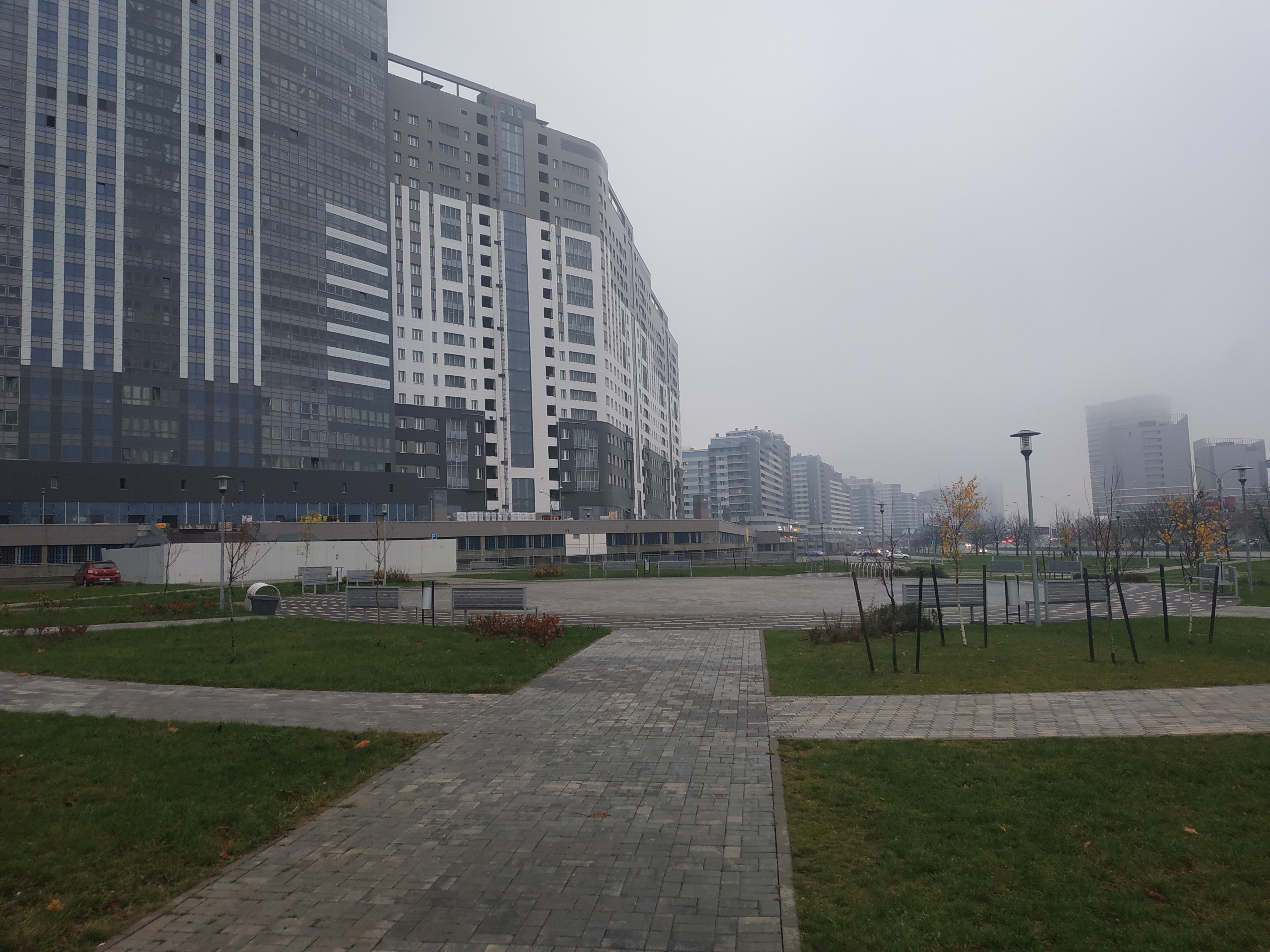
Велостоянка около комплекса

Заказчик — УП «УКС Мингорисполкома», подрядчик — ОАО «Стройтрест № 4». В здании располагается поликлиника.
В состав здания входят:
- трехсекционный 15−17−19-этажный жилой дом (в том числе 13−15−17-й жилые этажи) на 279 квартир на проспекте Победителей;
- 37-этажная высотная часть (33 жилых этажа, из них два двухуровневых пентхауса на последних этажах) на 292 квартиры;
- трехсекционный 15−17−19-этажный жилой дом (в том числе 13−15−17-й жилые этажи) на улице Нарочанской на 307 квартир;
- подземная 2-этажная гараж-стоянка[9][12].

Территория комплекса закрыта от посторонних людей. Как утверждает заказчик, она также оборудована продуманной системой парковки и въезда. На территории располагаются детские игровые площадки, спортивные площадки, зеленые зоны, газоны, беседки, множество маленьких архитектурных форм. Помимо обычной парковки, на территории комплекса расположена подземная парковка, на которой также можно парковать велосипеды. Доступ на территорию комплекса осуществляется по картам доступа.

## Награды
В 2011 году проект признали лучшим в стране.